# Forspoken
Forspoken — відеогра в жанрі рольового бойовика, розроблена Luminous Productions і видана Square Enix для Microsoft Windows та PlayStation 5 у січні 2023 року.
Сюжетна історія, що розгортається у фентезійному світі Етії, оповідає про дівчину Фрей, яка має перемогти могутніх матріархів Тант, щоби повернутися додому. Ігровий процес має управління від третьої особи, через яке гравець контролює Фрей і пересувається відкритими просторами Етії, б'ючись із різноманітними істотами.
Концепція проєкту розвивалася з 2017 році, а його розробка почалася двома роками пізніше. Luminous використала власний ігровий рушій Luminous Engine для розробки Forspoken, яка є першою повноцінною грою студії. Елла Балінська зобразила головну героїню, тоді як Яніна Ґаванкар, Полліанна Макінтош та Джонатан Кейк виконали інші ролі. Беар Макрірі та Гаррі Шайман спільно написали музику до гри.
Forspoken отримала посередні відгуки критиків, які здебільшого зауважували одноманітність ігрового світу та мляву другу з трьох дій сюжету. Погані продажі гри зумовили її визнання фатальною невдачею для Luminous Productions.

## Ігровий процес
Forspoken є відеогрою від третьої особи в жанрі рольового бойовика, яка відбувається у відкритому світі Етії. Гравець контролює Фрей Голланд, яка пішки пересувається довкіллям і володіє магічними здібностями для боротьби з різноманітними монстрами та магічними істотами на кшталт драконів, які населяють світ. Фрей може маніпулювати навколишніми предметами в повітрі та витягати коріння з-під землі, щоби атакувати ворогів. Після кожного бойового зіткнення героїня отримує очки досвіду, які можна витрачати на поліпшення характеристик екіпіровки Фрей. Гравець має можливість створювати нові предмети або відпочивати в безпечному місці, щоби відновити здоров'я героїні. Досліджуючи ігровий світ, можна зіштовхнутися з «бурею», схожою на режим виживання, під час якої потрібно протистояти хвилям демонічних істот, а на фінальній стадії битися з босом. Фрей має компаньйона Каффа, який виглядає як магічний браслет, що вміє розмовляти й допомагає в навколишньому світі.

## Сюжет
Дія починається в суді у Нью-Йорку. Дівчині Фрей Голланд загрожує покарання за крадіжку авто, але суддя Бьорд відпускає її з нагоди переддня Різдва. Невдовзі Фрей перестріває банда її спільників, яка хоче влаштувати розправу. Фрей вдається спритно втекти й повернутися до своєї квартири. Дівчина балакає зі своїм котом Гомером і засинає.
Вона просинається через те, що в квартирі сталася пожежа. Фрей розуміє, що це зробили бандити і переховується з Гомером на вулицях. Усвідомивши, що не зможе піклуватися про Гомера, Фрей просить суддю прихистити кота, а потім помічає в одному з будинків розкішний браслет. Бажаючи вкрасти його, дівчина одягає прикрасу. Браслет спалахує і переносить її в інший світ — Етію.
Браслет вміє розмовляти і спершу зневажливо відгукується про Фрей, яка назвала його Каффом. Обоє виявляються пов'язані, браслет неможливо зняти. Кафф приводить Фрей у безпечний сховок повз дракона та інших чудовиськ, які населяють безлюдні руїни. Дракон переслідує дівчину, але вона відганяє істоту завдяки магії, яку її навчив чаклувати Кафф. Тоді дракон схоплює Фрей і скидає біля міста Сіпал.
Охоронці сприймають Фрей за чудовисько та доставляють на суд до чотирьох матріархів — Тант. Цілителька Оден Кін заступається за Фрей, кажучи, що від незнайомки можна навчитися чогось корисного. Фрей кидають до в'язниці, та Оден допомагає їй утекти та забезпечує одягом, щоб не виділятися з натовпу. Вона знайомиться з мудрецем Робіаном, який може повернути її додому, але страждає від поганої пам'яті. Після рейду Танти Сіли, Фрей вирішує помститися їй.
Фрей подорожує до замку Преност і перемагає Танту Сілу, чию магічну вогняну силу вбирає Кафф. У Сіпалі святкують це як довгоочікуване звільнення від тиранії. Танта Прав схоплює Фрей і збирається покарати за вбивство Танта Сіли. Не маючи жодної можливості виправдатися, Фрей мусить пройти ордалію — вистояти проти хвиль ворогів, а потім долає саму Танту Прав, отримавши її магію води.
У зв'язку зі смертю мудреця Робіана, зростає напруженість між Оден і Фрей з приводу того, хто врятує Етію від занепаду. Фрей вирішує, що повернеться додому самотужки і їй це, здавалося б, вдається, але скоро з'ясовується, що це ілюзія, створена Тантою Олас.
Коли і Танту Олас переможено, на Фрей нападає дракон, який виявляється Тантою Сінтою — справжньою матір'ю Фрей. Вона розповідає як колись подорожувала світами в пошуках технологій, які допомогли б Етії розвиватися. Сінта познайомилася з чоловіком Елом у Нью-Йорку, а коли повернулася додому, то народила Фрей, але відправила її назад до Нью-Йорка, коли на Етію напав демон, відомий як Сусуррус. Етіяни воювали з загарбниками реддіґами, котрі послали демона, щоб він знищив Етію, якщо її не можна буде завоювати. Матріархи перемогли Сусурруса та поділили його силу між собою, але стали через неї божеволіти. Одна невикористана частина — це Кафф, який прагне зібрати Сусурруса воєдино. Сінта пропонує своїй дочці вибір, який і вирішить долю світу. Вона відкриває два портали: один з них приведе Фрей до зустрічі з Сусуррусом, а інший назад до Нью-Йорка.
Якщо обрано повернутися до Нью-Йорка, Фрей прогулюється вулицею та запитує свого кота Гомера, що їм тепер робити. Фінал передбачає, що Етію було знищено руками Сусурруса.
Якщо вирішити битися проти Сусурруса, Сінта розкриває, що сила, яку, як вважала Фрей, надав їй Кафф, насправді була в неї весь час і успадкована від матері. В вирішальному двобої демон майже перемагає, але Фрей звертається до свого роду та інших Тант, які діляться власними силами. З їхньою допомогою Фрей долає Сусурруса, поглинає його силу та стає новою Тантою.

## Розробка
Forspoken була розроблена Luminous Productions, яка почала працювати над проєктом на початку 2019 року, хоча його концепція розвивалася з 2017-го. Гері Вітта, сценарист «Книги Ілая» і співавтор історії до фільму «Бунтар Один», став керівником команди сценаристів Forspoken, яка також включає Емі Генніг, Еллісон Раймер, Тодда Сташвіка, Брента Фрідмана, Енн Тул і Кей Мішель Паранді. Беар Макрірі та Гаррі Шайман написали саундтрек до Forspoken. Акторка Елла Балінська, для якої це є першою участю в ігровому проєкті, зобразила головну героїню Фрей Голланд. Вона описала персонажа як «справжню, недосвідчену дівчину, що заблукала — як фігурально, так і буквально». Окрім Балінської до акторського складу увійшли Яніна Ґаванкар, Полліанна Макінтош, Джонатан Кейк, Кіла Сеттл та Моніка Барбаро.
За словами режисера Такесі Арамакі, студія прагне поєднати робочий процес розробників і фахівців зі створення «сінематиків» на основі CGI, щоби ігровий процес виглядав повністю кінематографічним. Арамакі назвав гру «кульмінацією філософії Luminous Productions» та описав її як «захопливу потойбічну пригоду — гостросюжетну, а часом заплутану, бурхливу й загрозливу». Команда хотіла створити ігровий процес, який був би орієнтований на швидкісне і плавне пересування довкіллям.
Forspoken ґрунтується на ігровому рушії Luminous Engine, який з-поміж іншого має технологію трасування шляху, розширену форму трасування променів. Версія гри для PlayStation 5 використовує різні нововведення консолі. Також Forspoken має підтримку ультраширокого зображення, HDR і технології масштабування зображення FidelityFX Super Resolution від AMD.
Незадовго після випуску гри, її компанія-розробниця була поглинена Square Enix через поганий старт продажів і загальну широку критику Forspoken.

## Маркетинг і випуск
Forspoken була анонсована 11 червня 2020 року як Project Athia під час презентації Sony, де було показано тизер-трейлер. У березні 2021-го було представлено нинішню назву і вперше продемонстровано кадри ігрового процесу. Пізніше того ж року було випущено кілька нових трейлерів. Навесні та влітку 2022 року були показані чергові трейлери ігрового процесу. У грудні було випущено демоверсію для PlayStation 5. Наступного місяця були представлені трейлер версії Forspoken для Microsoft Windows і фінальний трейлер.
Гра була випущена 24 січня 2023 року для Windows та PlayStation 5; до цього її випуск було відкладено з 24 травня на 11 жовтня 2022-го. Завантажуване доповнення In Tanta We Trust, яке є приквелом до основної гри, планувалося до випуску взимку 2022 року, але пізніше було перенесено на наступний рік. Forspoken залишатиметься консольним ексклюзивом PlayStation 5 не менше двох років. Вона отримала стандартне і спеціальне видання, яке містить артбук, саундтрек, а також ранній доступ до вищезгаданого доповнення. Залежно від дистриб'ютора, передзамовлення будь-якого видання надавало різні фізичні товари або бонусні внутрішньоігрові предмети.

## Сприйняття
Forspoken отримала «змішані або середні» відгуки за даними агрегатора рецензій Metacritic. OpenCritic, який використовує середнє зважене, присвоїв грі 69 зі 100 балів на основі 106 відгуків критиків, 29 % з яких радять її до придбання, а загальний рейтинг позначений як «посередній» (англ. fair).
В один день із Forspoken вийшла також Hi-Fi Rush, що зумовило порівняння ігор на користь другої. За перший тиждень продажів Hi-Fi Rush зібрала 98 % «переважно схвальних» оцінок у Steam, тоді як Forspoken — «змішані» оцінки, не потрапивши до 10-и лідерів продажів, на відміну від суперниці, що посіла 8-е місце. Критики відзначили суттєву різницю в ціні ігор ($70 для Forspoken і $30 Hi-Fi Rush), на тлі чого продажі Forspoken виявилися особливо провальними.
За вердиктом Тома Маркса у IGN, «Forspoken — це та гра, яку ви, напевно, бачили раніше — від її стереотипної фентезійної історії про рибу поза водою до гігантської карти відкритого світу, повної повторюваних додаткових завдань». Бої та система паркуру задовільні, користування магічними предметами зрозуміле та надає гнучкості в проходженні гри. Але світу гри бракує візуальних орієнтирів у регіонах, які ледь-ледь відрізняються один від іншого.
Моллі Тейлор у PC Gamer писала, що Forspoken посередня гра, та хоча головна героїня Фрей приваблива, діалоги та завдання одноманітні й нудні. Гра пропонує марні цілі і тому стає цікавою лише тоді, коли не слідувати її сюжету. Замість того, щоб розвивати перевірені ідеї Final Fantasy XV, гра навантажує безглуздим збиранням предметів по світу. Вороги доволі оригінальні, але розміщені в одноманітних локаціях, як-от підземелля чи фортеці. Також відзначалося, що Forspoken погано оптимізована та має багато помилок. Наприклад, частота кадрів іноді суттєво падає, а фон може несподівано змінитися під час діалогу.
Джордж Янґ із Variety зазначив, що битви різноманітні та видовищні, а легкість із якою Фрей оминає перешкоди, робить дослідження світу легким і цікавим. Але при тому ж різні глави надто відрізняються за темпом. Початок надто швидкий, а далі гра стає «набагато плавнішою, оскільки дослідження допомагає збалансувати швидкий темп розповіді».
Кайл Ґраттон зі Screen Rant описав, що «Основний сюжет Forspoken завершується своїми темами в задовільній, чарівно-помпезній кульмінації, але третя дія гри обтяжена тими ж проблемами, що й перша». Згідно з зауваженням критика, дається взнаки, що гру суттєво скоротили. Вона має великі простори, які цікаво досліджувати, але побудова сюжету цьому перешкоджає. Потрібно до десяти годин, аби відчути, що гра кудись рухається.
Кріс Мойс у Destructoid критикував, що гра йде надмірно обачним шляхом, який стримує її від досягнення новаторського потенціалу. Там, де варто дати сюжетної гостроти, «ніхто не хоче відкрито згадувати чи навіть метафорично зображати», що за проблеми лежать в основі усієї показаної пригоди.